# ヤン・カダール
ヤン・カダール（Ján Kadár,1918年4月1日 - 1979年6月1日）は、チェコスロヴァキアの映画監督。

## 略歴
ブダペストに生まれ、両親と姉妹はアウシュヴィッツ＝ビルケナウ強制収容所で亡くなったという。高校卒業後に法律の勉強を始めたが、後に映画製作を学ぶ。映画監督のエルマール・クロスと17年の間共同で映画製作に携わり、1965年の『大通りの店』でアカデミー外国語映画賞を受賞。
1968年にアメリカに移住した。

## 主な監督作品
- 『大通りの店』 Obchod na korze (1965)
- 『さまよえる天使』 The Angel Levine (1970)
- 『フリーダム・ロード』 Freedom Road (1979)

## 参照
1. 1 2  https://www.imdb.com/name/nm0434443/bio/
2. ↑  Martin Votruba, "Historical and Cultural Background of Slovak Filmmaking."